# Jonatan Torres
Jonatan Gabriel Torres (ur. 29 grudnia 1996 w Santa Fe) – argentyński piłkarz występujący na pozycji napastnika, od 2023 roku zawodnik Lanús.